# Memoriał Antonína Vildego
Memoriał Antonína Vildego – turniej żużlowy poświęcony pamięci Antonína Vildego, tragicznie zmarłego na skutek obrażeń doznanych podczas turnieju o Złoty Kask Czechosłowacji w 1963 roku. Rozgrywany na torze w Slaným w latach 1971-72, 1974-76 i ponownie od 2005 roku.

## Historia

### Lata 1971-1976
Po raz pierwszy memoriał odbył się w 1971 roku, jako mecz Baterii Slaný przeciw zespołowi ROW-u Rybnik. Zwycięstwo odniosła drużyna gości z wynikiem 53:43. Kolejne dwie edycje w 1972 i 1974 (memoriału nie rozegrano w 1973 roku ze względu na przebudowę toru) rozegrano w formie czwórmeczy międzynarodowych. W latach 1975 i 1976 rywalizowano w formie parowej. Jako jedną z przyczyn zaprzestania rozgrywania memoriału w kolejnych latach wymienia się "niewłaściwe" w okresie normalizacji (po stłumieniu praskiej wiosny) pochodzenie społeczne Vildego, który był synem przedsiębiorcy.

### Memoriał współcześnie
Do organizacji memoriału powrócono w 2005 roku, w 70. rocznicę narodzin zawodnika, z inicjatywy jego syna, Antonína Vildego młodszego, pełniącego wówczas funkcję promotora i rzecznika prasowego w AK Slaný. Turniej rozegrano w formie międzynarodowej rywalizacji par, najlepszą z nich stworzyli Miroslav Fencl i Josef Franc startujący jako PRO-TEC Team, firmy będącej sponsorem tytularnym także kolejnych edycji memoriału. Poza głównym turniejem rozegrano także zawody weteranów i sidecarów.
W 2006 memoriał rozegrano w formie 3 biegów dodatkowych bezpośrednio po rozegranym meczu towarzyskim pomiędzy reprezentacją Czech i łączoną reprezentacją Słowenii i Chorwacji, spotkanie to zakończyło się wynikiem 62:28 dla gospodarzy. Do memoriału nominowano 5 Czechów, 2 Słoweńców i 2 Chorwatów. Rozegrano 2 biegi półfinałowe, z których awans uzyskało po 2 najlepszych zawodników i finał, w którym był rozstawiony z dziką kartą Filip Šitera, toteż bieg ten odbył się w pięcioosobowej obsadzie. Wygrał Šitera, przed Pavlicem, Štichauerem, Kůsem i Linhartem.
Ósma edycja turnieju jedyny raz została rozegrana w formie turnieju indywidualnego według tabeli dwudziestobiegowej z finałem w pięciu. Od 2008 roku memoriał rozgrywany jest w systemie rywalizacji par.

## Wyniki
| Edycja | Data                | 1. miejsce                                                                                             | 2. miejsce                                                                                             | 3. miejsce                                                                                             | Źr.    |
| ------ | ------------------- | --- | --- | --- | ------ |
| 1.     | 9 października 1971 | ROW Rybnik                                                                                             | AMK Bateria Slaný                                                                                      | — | [ 6 ]  |
| 2.     | 7 października 1972 | AMK Bateria Slaný Karel Voborník Jan Klokočka Miroslav Rosůlek Václav Verner Jan Verner                | ROW Rybnik Antoni Woryna Jerzy Wilim Antoni Fojcik Danke                                               | Polonia Bydgoszcz Marian Zaranek Marian Michaliszyn Andrzej Koselski Stanisław Kasa                    | [ 6 ]  |
| 3.     | 5 października 1974 | Polonia Bydgoszcz Henryk Glücklich Stanisław Kasa Marian Michaliszyn Andrzej Koselski                  | AMK Bateria Slaný Jan Klokočka Jan Verner Karel Voborník Václav Čiviš                                  | Volan Debreczyn Gyula Egri Ferenc Radacsi Pal Perenyi                                                  | [ 6 ]  |
| 4.     | 23 sierpnia 1975    | AMK Bateria Slaný Jan Klokočka Karel Voborník                                                          | Rudá Hvězda Praga Jiří Štancl Petr Ondrašík                                                            | AMK ČSAD Pilzno Jan Hádek Jan Holub                                                                    | [ 6 ]  |
| 5.     | 9 października 1976 | Rudá Hvězda Praga A Václav Verner Jan Verner                                                           | AMK Bateria Slaný Jan Klokočka Karel Voborník                                                          | AMK ČSAD Pilzno Jan Hádek Václav Hejl                                                                  | [ 6 ]  |
| 6.     | 17 września 2005    | PRO-TEC Team Miroslav Fencl Josef Franc                                                                | AK Slaný Patrik Linhart Martin Málek                                                                   | SOND-PO Speedway Miletice Luboš Tomíček Marián Jirout                                                  | [ 7 ]  |
| 7.     | 25 sierpnia 2006    | Filip Šitera                                                                                           | Jurica Pavlic                                                                                          | Hynek Štichauer                                                                                        | [ 4 ]  |
| 8.     | 22 września 2007    | Martin Málek                                                                                           | Marcin Jędrzejewski                                                                                    | Patrik Linhart                                                                                         | [ 5 ]  |
| 9.     | 28 sierpnia 2008    | SK Miletice Martin Málek Marcel Kajzer                                                                 | Stal Gorzów Wielkopolski Mateusz Mikorski Mateusz Kowalczyk                                            | PK Pilzno Michael Hádek Jan Holub                                                                      | [ 8 ]  |
| 10.    | 19 września 2009    | PRO-TEC SK Miletice Martin Málek Hynek Štichauer                                                       | DaK Moto Jablonec nad Nysą Václav Milík Filip Šitera                                                   | KS Unibax Toruń Kamil Pulczyński Emil Pulczyński                                                       | [ 9 ]  |
| 11.    | 22 maja 2010        | DaK Moto Jablonec nad Nysą Filip Šitera Václav Milík                                                   | AK Slaný I Borys Miturski Roman Čejka                                                                  | PRO-TEC SK Miletice Martin Gavenda Jan Holub                                                           | [ 10 ] |
| 12.    | 21 maja 2011        | HBC&Vrates&Matrix Team CS/MV Matěj Kůs Zdeněk Simota                                                   | MSC Miśnia Ronny Weis Fritz Wallner                                                                    | PRO-TEC SK Miletice Tomáš Suchánek Eduard Krčmář                                                       | [ 11 ] |
| 13.    | 5 maja 2012         | HBC&Vrates Divišov Michael Hádek Zdeněk Simota                                                         | PRO-TEC SK Miletice Martin Málek Karol Ząbik                                                           | MSC Miśnia Ronny Weis Matthias Bartz                                                                   | [ 12 ] |
| 14.    | 4 maja 2013         | PRO-TEC SK Miletice Roman Čejka Josef Franc                                                            | Grepl PDK Mšeno Filip Šitera Jan Holub                                                                 | HBC&Vrates Divišov Hynek Štichauer Zdeněk Simota                                                       | [ 13 ] |
| 15.    | 3 maja 2014         | PRO-TEC SK Miletice I Roman Čejka Josef Franc                                                          | DaK Moto Libezeit Tomáš Suchánek Filip Šitera                                                          | AK Slaný Michal Dudek Eduard Krčmář                                                                    | [ 14 ] |
| 16.    | 27 czerwca 2015     | PRO-TEC SK Miletice Roman Čejka Jan Holub                                                              | AK Slaný Petr Babička Piotr Dziatkowiak                                                                | Team Polsko Marcel Kajzer Łukasz Przedpełski                                                           | [ 15 ] |
| 17.    | 15 maja 2016        | SMESTAV Speedway Team Ondřej Smetana Michal Škurla                                                     | PRO-TEC SK Miletice Jaroslav Petrák Josef Franc                                                        | Třebusičtí Berani Zdeněk Holub Wiktor Trofimow                                                         | [ 16 ] |
| 18.    | 13 maja 2017        | SMESTAV Speedway Team Ondřej Smetana Zdeněk Simota                                                     | PRO-TEC SK Miletice Martin Málek Josef Franc                                                           | Třebusičtí Berani Zdeněk Holub Hynek Štichauer                                                         | [ 17 ] |
| 19.    | 12 maja 2018        | SMESTAV Speedway Team Ondřej Smetana Zdeněk Simota                                                     | PRO-TEC SK Miletice Martin Gavenda Michal Škurla                                                       | Bellis Junior Team Petr Chlupáč Filip Hájek                                                            | [ 18 ] |
| 20.    | 18 maja 2019        | Bellis Junior Team Petr Chlupáč Jan Kvěch                                                              | PRO-TEC SK Miletice Michal Škurla Josef Franc                                                          | SMESTAV Speedway Team Ondřej Smetana Zdeněk Simota                                                     | [ 19 ] |
| 21.    | 16 maja 2020        | Turniej został odwołany z powodu pandemii COVID-19.                                                    | Turniej został odwołany z powodu pandemii COVID-19.                                                    | Turniej został odwołany z powodu pandemii COVID-19.                                                    |        |
| 21.    | 22 maja 2021        | Turniej został odwołany z powodu pandemii COVID-19.                                                    | Turniej został odwołany z powodu pandemii COVID-19.                                                    | Turniej został odwołany z powodu pandemii COVID-19.                                                    |        |
| 21.    | 25 sierpnia 2021    | SC Chabařovice Petr Marek Štěpán Ševčík                                                                | AMK ZP Pardubice Dominik Hrbek David Hofman                                                            | AK Slaný Karel Průša Tony Katra                                                                        | [ 20 ] |
| 22.    | 25 czerwca 2022     | Odwołany w dniu zawodów ze względu na ulewę, nie doszedł do skutku w powtórzonym terminie 10 września. | Odwołany w dniu zawodów ze względu na ulewę, nie doszedł do skutku w powtórzonym terminie 10 września. | Odwołany w dniu zawodów ze względu na ulewę, nie doszedł do skutku w powtórzonym terminie 10 września. | [ 21 ] |
| 22.    | 13 maja 2023        | SC Interteam Daniel Klíma Adam Bednář                                                                  | PRO-TEC SK Miletice Josef Franc Petr Chlupáč                                                           | KFPD Třebušice Hynek Štichauer Jan Jeníček                                                             | [ 22 ] |